# Uliànovka (Mordòvia)
|  | Per a altres significats, vegeu «Uliànovka». |

Uliànovka (en rus: Ульяновка) és un poble deshabitat (un possiólok) de la República de Mordòvia, a Rússia, segons el cens del 2010 no tenia cap habitant, pertany al municipi de Sabantxéievo.